# 潘瑋柏得獎與提名列表
本條目列舉美籍臺灣歌手潘瑋柏的得獎紀錄。

## 音樂類
| 年份 | 地 區    | 典 禮                                | 獎 項 |
| ---- | -------- | ------------------------------------ | --- |
| 2000 | 美国     | NMG與BMG歌唱比賽                     | 最佳形象獎 |
| 2001 | 马来西亚 | 第三屆金曲紅人頒獎禮                 | 最受歡迎紅人新人獎銀獎 |
| 2002 | 马来西亚 | 第三屆金曲紅人頒獎禮                 | 最有潛值新人獎銀獎 |
| 2003 | 臺灣     | G-Music                              | 上半年度最佳男藝人獎 |
| 2003 | 中国大陆 | 鳳凰衛視                             | 年度十大非常專輯獎 |
| 2003 | 北京     | 第11屆中國歌曲排行榜                 | 港臺地區最佳新人獎 |
| 2003 | 中国大陆 | 第七屆金瑪格杯中央電視台音樂電視大賽 | 港澳臺及海外華語歌壇最受歡迎新人獎                                                                                            |
| 2004 | 中國     | 第十屆全球華語音樂榜中榜             | 港臺地區最佳新人獎 |
| 2004 | 中国大陆 | 第十屆全球華語音樂榜中榜             | 《我的麥克風》獲港臺最佳歌曲獎                                                                                                |
| 2004 | 中国大陆 | 第十屆全球華語音樂榜中榜             | 《我的麥克風》獲港臺最佳錄影帶獎                                                                                              |
| 2004 | 臺灣     | 2004 hito流行音樂獎頒獎典禮          | 年度票選最受歡迎男新人 |
| 2004 | 中国大陆 | 第四屆百事音樂風雲榜                 | 港臺地區最佳新人獎 |
| 2005 | 中國     | 雪碧榜頒獎典禮                       | 《我讓你走了》獲港臺金曲獎 |
| 2005 | 中国大陆 | 雪碧榜頒獎典禮                       | 臺灣地區最具舞台魅力大獎 |
| 2005 | 中国大陆 | 雪碧榜頒獎典禮                       | 臺灣地區最愛人氣偶像獎 |
| 2005 | 中国大陆 | CCTV-MTV音乐盛典                     | 最具人氣獎 |
| 2005 | 中国大陆 | 中國風尚大典                         | 港臺地區風尚男歌手獎 |
| 2005 | 中国大陆 | 超級盛典                             | 最具風格歌手獎 |
| 2006 | 中國     | 第十二屆全球華語音樂榜中榜           | 《誰是MVP》獲年度最佳歌曲獎                                                                                                   |
| 2006 | 中国大陆 | 第十二屆全球華語音樂榜中榜           | 最具人氣歌手獎 |
| 2006 | 中国大陆 | 東南勁爆音樂榜                       | 港臺地區勁爆最受歡迎男歌手 |
| 2006 | 中国大陆 | 東南勁爆音樂榜                       | 傳媒推薦最佳唱作男女歌手獎 |
| 2006 | 中国大陆 | 東南勁爆音樂榜                       | 《反轉地球》獲年度勁爆最暢銷專輯獎                                                                                            |
| 2006 | 中国大陆 | 東南勁爆音樂榜                       | 《反轉地球》獲勁爆十大金曲/勁爆最佳MV獎                                                                                       |
| 2006 | 中国大陆 | 雪碧中國原創音樂流行榜               | 臺灣地區最優秀專輯獎《高手》                                                                                                  |
| 2006 | 中国大陆 | 雪碧中國原創音樂流行榜               | 臺灣地區我最喜歡人氣偶像獎 |
| 2006 | 中国大陆 | 雪碧中國原創音樂流行榜               | 《不得不愛》獲港臺金曲獎 |
| 2006 | 臺灣     | MTV封神榜頒獎禮                      | 最佳男歌手獎 |
| 2006 | 中国大陆 | 新浪-奧康2006網路盛典                | 年度男歌手獎 |
| 2006 | 中国大陆 | 新浪-奧康2006網路盛典                | 最受歡迎臺灣男歌手獎 |
| 2007 | 中國     | 雪碧中國原創音樂流行榜               | 《反轉地球》獲港臺金曲獎 |
| 2007 | 中国大陆 | 雪碧中國原創音樂流行榜               | 臺灣地區最受歡迎男歌手獎 |
| 2007 | 中国大陆 | 雪碧中國原創音樂流行榜               | 全國DJ投票卓越表現大獎 |
| 2007 | 中国大陆 | 第十三屆全球華語音樂榜中榜           | 《反轉地球》獲港臺最佳歌曲獎                                                                                                  |
| 2007 | 中国大陆 | 第十三屆全球華語音樂榜中榜           | 傳媒推薦獎 |
| 2007 | 香港     | TVB8金曲榜頒獎典禮                   | 中國觀眾最愛男歌手獎 |
| 2007 | 香港     | TVB8金曲榜頒獎典禮                   | 《玩酷》獲金曲榜金曲金獎 |
| 2007 | 香港     | TVB8金曲榜頒獎典禮                   | 金曲金獎 |
| 2007 | 香港     | 新城勁爆頒獎禮                       | 勁爆國語歌手 |
| 2007 | 香港     | 新城勁爆頒獎禮                       | 全國樂迷投選勁爆突破表現大獎男歌手                                                                                            |
| 2007 | 中国大陆 | 無線音樂排行榜年度盛典               | 年度最暢銷港臺專輯獎 潘瑋柏《高手》                                                                                           |
| 2007 | 中国大陆 | 中國移動無線音樂排行榜年度盛典       | 《不得不愛》獲年度十大唱銷金曲獎                                                                                              |
| 2007 | 中国大陆 | 中國移動無線音樂排行榜年度盛典       | 《不得不愛》獲年度最唱銷對唱曲獎                                                                                              |
| 2008 | 中國     | 雪碧中國原創音樂流行榜               | 《玩酷》獲港臺金曲獎 |
| 2008 | 中国大陆 | 雪碧中國原創音樂流行榜               | 全國最優秀舞臺演繹獎 |
| 2008 | 中国大陆 | 雪碧中國原創音樂流行榜               | 臺灣地區最佳演繹男歌手獎 |
| 2008 | 中国大陆 | 中國移動無線音樂排行榜年度盛典       | 最佳嘻哈歌手獎 |
| 2008 | 中国大陆 | 中國移動無線音樂排行榜年度盛典       | 無限音樂推廣貢獻傑出獎 |
| 2008 | 中国大陆 | 伊利優酸乳大學生音樂節               | 大學生最愛男歌手獎 |
| 2008 | 中国大陆 | 伊利優酸乳大學生音樂節               | 《玩酷》獲大學生最喜愛K歌曲目                                                                                                 |
| 2008 | 香港     | 新城國語力頒獎禮                     | 全國最受歡迎偶像獎 |
| 2008 | 香港     | 新城國語力頒獎禮                     | 亞洲人氣偶像 |
| 2008 | 香港     | 新城國語力頒獎禮                     | 亞洲歌手大獎 |
| 2008 | 中国大陆 | 中國移動無線音樂盛典咪咕匯           | 《玩酷》獲最暢銷嘻哈金曲 下載量656088次                                                                                       |
| 2008 | 中国大陆 | 中國移動無線音樂盛典咪咕匯           | 無線音樂搜索超人氣男歌手 搜尋量684565次                                                                                       |
| 2009 | 香港     | 新城國語力頒獎禮                     | 亞洲跳唱歌手獎 |
| 2009 | 香港     | 新城國語力頒獎禮                     | 男歌手獎 |
| 2009 | 香港     | 新城國語力頒獎禮                     | 《雙人舞》獲原創歌曲獎 |
| 2009 | 香港     | 新城國語力頒獎禮                     | 《be with you》獲歌曲獎 |
| 2009 | 中国大陆 | 東南勁爆音樂榜                       | 《雙人舞》獲十大金曲獎 |
| 2009 | 中国大陆 | 東南勁爆音樂榜                       | 《零零七》獲最佳專輯獎 |
| 2009 | 中国大陆 | 東南勁爆音樂榜                       | 港臺地區最受歡迎男歌手獎 |
| 2009 | 中国大陆 | 中國移動無線音樂盛典咪咕匯           | 《雙人舞》獲最暢銷勁舞金曲 下載量11890756次                                                                                   |
| 2009 | 中国大陆 | 中國移動無線音樂盛典咪咕匯           | 無線音樂最暢銷男歌手 專輯下載量25573035次                                                                                     |
| 2010 | 中国大陆 | 雪碧中國原創音樂流行榜               | 《無重力》獲港臺金曲獎 |
| 2010 | 马来西亚 | 第一屆 My Astro至尊流行榜颁奖典礼    | 《雙人舞》獲至尊金曲獎 |
| 2010 | 中国大陆 | 福布斯中國名人榜                     | 48名 |
| 2011 | 中國     | 第十五屆全球華語榜中榜               | 港臺地區最受歡迎男歌手獎 |
| 2011 | 中国大陆 | 第十五屆全球華語榜中榜               | 最佳舞台造型獎 |
| 2011 | 香港     | 新城國語力頒獎禮                     | 亞洲跳唱歌手獎 |
| 2011 | 香港     | 新城國語力頒獎禮                     | 男歌手獎 |
| 2011 | 香港     | 新城國語力頒獎禮                     | 歌曲獎 |
| 2012 | 马来西亚 | 第三屆 My Astro至尊流行榜颁奖典礼    | 至尊舞台表現大獎 |
| 2012 | 马来西亚 | 第三屆 My Astro至尊流行榜颁奖典礼    | 全台主持聯頒至尊海外歌手獎 |
| 2012 | 马来西亚 | 第三屆 My Astro至尊流行榜颁奖典礼    | 至尊男歌手獎（海外） |
| 2012 | 马来西亚 | 第三屆 My Astro至尊流行榜颁奖典礼    | 《我們都怕痛》獲至尊金曲獎 |
| 2012 | 臺灣     | 2012 hito流行音樂獎頒獎典禮          | HITO舞台演繹獎 |
| 2012 | 臺灣     | 2012 hito流行音樂獎頒獎典禮          | 《UUU》獲 HITO年度華語歌曲 |
| 2012 | 臺灣     | 2012 hito流行音樂獎頒獎典禮          | 《808》專輯獲 HITO冠軍王 |
| 2012 | 中国大陆 | 第五屆音樂風雲榜新人盛典             | 年度榜樣歌手獎 |
| 2012 | 臺灣     | 第二十屆中國歌曲排行榜               | 港臺年度全能藝人大奬 |
| 2012 | 臺灣     | 第二十屆中國歌曲排行榜               | 港臺年度最受歡迎男歌手 |
| 2012 | 臺灣     | 第二十屆中國歌曲排行榜               | 《24個比利》獲 年度金曲 |
| 2013 | 马来西亚 | 第四屆 My Astro至尊流行榜颁奖典礼    | 至尊舞台表現大獎（海外） |
| 2013 | 马来西亚 | 第四屆 My Astro至尊流行榜颁奖典礼    | 至尊全台主持聯頒男歌手 |
| 2013 | 马来西亚 | 第四屆 My Astro至尊流行榜颁奖典礼    | 《不想醒來》獲 至尊金曲25 |
| 2013 | 中国大陆 | 第十七屆全球華語榜中榜               | 最佳跨界男歌手獎 |
| 2013 | 中国大陆 | 第十七屆全球華語榜中榜               | 最佳舞台演藝男歌手獎 |
| 2013 | 中国大陆 | 蒙牛綠色心情中國TOP排行榜頒獎典禮    | 港臺年度最佳製作人獎 |
| 2013 | 中国大陆 | 蒙牛綠色心情中國TOP排行榜頒獎典禮    | 港臺地區年度最受歡迎男歌手獎                                                                                                  |
| 2013 | 臺灣     | 第三屆全球流行音樂金榜               | 年度最受歡迎男歌手 |
| 2013 | 臺灣     | 第三屆全球流行音樂金榜               | 最佳舞台演繹獎 |
| 2013 | 臺灣     | 第三屆全球流行音樂金榜               | 《不想醒來》獲 年度二十大金曲                                                                                                 |
| 2013 | 臺灣     | 2013 hito流行音樂獎頒獎典禮          | hito全球唱跳男藝人 |
| 2013 | 臺灣     | 2013 hito流行音樂獎頒獎典禮          | 全球傳媒推崇男歌手 |
| 2013 | 臺灣     | 2013 hito流行音樂獎頒獎典禮          | 《24個比利》獲 年度十大華語歌曲                                                                                               |
| 2013 | 臺灣     | 第十三屆全球華語歌曲排行榜           | 臺灣區傑出歌手 |
| 2013 | 臺灣     | 第十三屆全球華語歌曲排行榜           | 最佳舞台演繹獎 |
| 2013 | 臺灣     | 第十三屆全球華語歌曲排行榜           | 《不想醒來》獲 年度二十大金曲                                                                                                 |
| 2013 | 新加坡   | 第十八屆新加坡金曲獎                 | 全方位男藝人大獎 |
| 2013 | 新加坡   | 第十八屆新加坡金曲獎                 | 最具舞臺魅力男歌手獎 |
| 2013 | 新加坡   | 第十八屆新加坡金曲獎                 | 《24個比利》獲 最愛MV獎 |
| 2013 | 中国大陆 | 中國移動無線音樂盛典咪咕匯           | 年度最受歡迎港臺男歌手 |
| 2013 | 中国大陆 | 中國移動無線音樂盛典咪咕匯           | 《24個比利》獲 魅力熱舞金曲 2014中国移动无线音乐盛典 年度最受欢迎港台男歌手 2014中国移动无线音乐盛典 十大畅销金曲《明天过后》 |
| 2015 | 臺灣     | 2015 hito流行音樂獎頒獎典禮          | 《打呼》獲 年度十大華語歌曲 (with楊丞琳)                                                                                      |
| 2015 | 臺灣     | 第五屆 全球流行音樂金榜              | 《打呼》獲 年度最佳合唱歌曲 (with楊丞琳)                                                                                      |
| 2015 | 臺灣     | 第五屆 全球流行音樂金榜              | 《打呼》獲 年度20大金曲 (with楊丞琳)                                                                                          |
| 2017 | 中国大陆 | 2017 Billboard Radio China           | 《哑巴》獲 2017年度华语十大金曲奖                                                                                             |
| 2017 | 中国大陆 | 2017 MTV全球華語音樂盛典             | 最佳全能唱跳歌手 |
| 2017 | 中国大陆 | 2017 MTV全球華語音樂盛典             | 最受歡迎男歌手 |
| 2018 | 臺灣     | 2018 全球流行音乐金榜                | 《Coming Home》獲 年度二十大金曲奖                                                                                            |
| 2018 | 臺灣     | 2018 全球流行音乐金榜                | 年度最佳唱跳歌手奖 |
| 2018 | 臺灣     | 2018 全球流行音乐金榜                | 年度最佳舞台演绎 |
| 2018 | 臺灣     | 2018 hito流行音樂獎頒獎典禮          | 《Coming Home》獲 年度十大華語歌曲                                                                                            |
| 2018 | 臺灣     | 2018 hito流行音樂獎頒獎典禮          | 咪咕音樂最佳人氣獎 |
| 2018 | 臺灣     | 2018 hito流行音樂獎頒獎典禮          | hito唱跳歌手 |
| 2018 | 臺灣     | 2018 hito流行音樂獎頒獎典禮          | Hito Star全能藝人 |
| 2019 | 臺灣     | 2019 hito流行音樂獎頒獎典禮          | 《Moonlight》獲 最受歡迎數位單曲                                                                                              |

## 戲劇類
| 年份 | 地 區 | 典 禮      | 獎 項                          |
| ---- | ----- | ---------- | ------------------------------ |
| 2011 | 臺灣  | 電視金鐘獎 | 戲劇節目最佳男主角獎《愛無限》 |

## 雜誌類
| 年份 | 地 區    | 典 禮                  | 獎 項                  |
| ---- | -------- | ---------------------- | ---------------------- |
| 2011 | 臺灣     | 2011 ELLE風格人物大賞  | 大中華區最受歡迎男明星 |
| 2017 | 中国大陆 | 2017 时尚COSMO美丽盛典 | 年度美丽偶像奖         |

## 外部連結
- 潘瑋柏 國際官網 （页面存档备份，存于）
- 潘瑋柏得獎與提名列表的Facebook專頁
- 潘瑋柏 （页面存档备份，存于）的Instagram
- 潘瑋柏得獎與提名列表的X（前Twitter）
- YouTube上的潘瑋柏得獎與提名列表頻道
- YouTube上的潘瑋柏得獎與提名列表頻道VEVO
- 潘瑋柏得獎與提名列表的新浪微博
- 潘瑋柏工作室 （页面存档备份，存于）新浪微博